# Volodymyr Kuts
Volodymyr Petrovych Kuts, en ukrainien : Володимир Петрович Куц, Volodymyr Petrovytch Kouts, né le 7 février 1927 à Aleksino et mort le 16 août 1975 à Moscou, est un coureur de fond soviétique. Il est également connu sous le nom de Vladimir Kuts, selon la forme russe de son nom.

## Biographie
Officier de l'Armée rouge durant sa carrière sportive, Volodymyr Kuts apparaît pour la première fois sur la scène internationale aux championnats d'Europe d'athlétisme de 1954, battant les favoris Emil Zátopek et Christopher Chataway sur 5 000 m et établissant un nouveau record du monde. Le record est battu par Chataway quelques mois plus tard mais Kuts le reconquit une dizaine de jours plus tard.
Ayant à nouveau perdu son record en 1955, Kuts reste néanmoins l'un de favoris des Jeux olympiques d'été de 1956 à Melbourne. Son principal adversaire est le Britannique Gordon Pirie qui lui avait ravi son record plus tôt dans l'année. Toutefois, Kuts avait établi une nouvelle référence mondiale sur 10 000 m peu avant les jeux. Sur la première finale, le 10 000 m, Kuts, comme toujours, mène dès le départ, brisant finalement les espoirs de Pirie à quatre tours de la fin et gagne finalement facilement. La seconde finale, le 5 000 m (cinq jours plus tard), est une formalité. Kuts y remporte son second titre olympique.
Kuts améliore le record du monde du 5 000 m en 1957 en 13 min 35 s 0, un temps qui ne fut battu qu'en 1965 par Ron Clarke. Kuts se retire de la compétition en 1959.
Il meurt d'un infarctus du myocarde à l'âge de 48 ans.
Pour Marcel Hansenne, « Kuts, au fond, c'était un peu Marcel Cerdan. Sa force de frappe, c'était sa foulée, puissante, hargneuse et belle à la fois ».

## Palmarès

### Jeux olympiques
- Jeux olympiques 1956 à Melbourne ( Australie)
  -  Médaille d'or sur 5000 m
  -  Médaille d'or sur 10 000 m

### Championnats d'Europe
- Championnats d'Europe d'athlétisme 1954 à Berne ( Suisse)
  -  Médaille d'or sur 5000 m

### Autres
- Cross de L'Humanité :
  - 2e en 1954
  - vainqueur en 1956 et 1957